# Ларіно (Каслинський район)
Ларіно (рос. Ларино) — село у Каслинському районі Челябінської області Російської Федерації.
Входить до складу муніципального утворення Шабуровське сільське поселення. Населення становить 263 особи (2010).

## Історія
Від 27 лютого 1924 року належить до Каслинського району Челябінської області.
Згідно із законом від 16 листопада 2004 року органом місцевого самоврядування є Шабуровське сільське поселення.

## Населення
| 2002 | 2010 |
| ---- | ---- |
| 357  | ↘263 |